# Lycodrilus dybowskii
Lycodrilus dybowskii är en ringmaskart som beskrevs av Grube 1873. Lycodrilus dybowskii ingår i släktet Lycodrilus och familjen Dorydrilidae. Inga underarter finns listade i Catalogue of Life.